# ژلیمیر ترکش
ژلیمیر ترکش (انگلیسی: Želimir Terkeš؛ زادهٔ ۸ ژانویهٔ ۱۹۸۱) بازیکن فوتبال بازنشسته اهل بوسنی و هرزگوین است.
از باشگاه‌هایی که در آن بازی کرده‌است می‌توان به باشگاه فوتبال زادار، باشگاه فوتبال پراک، باشگاه فوتبال چونگ‌کینگ دنگ‌دای لیفان، باشگاه فوتبال پرسیجا جاکارتا، باشگاه فوتبال اینتر زاپرشیچ، و باشگاه فوتبال زاگرب اشاره کرد.
وی همچنین در تیم ملی فوتبال بوسنی و هرزگوین بازی کرده‌است.

## دوران ملی
بازی‌های او باعث جلب توجه نسبت به او شد و سرمربی وی را به تیم ملی فوتبال بوسنی و هرزگوین دعوت کرد، تیمی که او اولین بازی خود را در ۱ ژوئن ۲۰۰۸ در برد دوستانه ۱–۰ مقابل تیم ملی فوتبال جمهوری آذربایجان انجام داد. این تنها حضور بین‌المللی او باقی ماند.